# 江念欣
江念欣（1997年4月29日—）是一名台灣舉重運動員，出生於高雄縣桃源鄉，高中就讀於高雄市立文山高中，為布農族人。她曾獲得2014年夏季青年奧林匹克運動會舉重比賽女子58公斤級冠軍。

## 外部連結
- 江念欣在國際舉重總會的頁面
- 江念欣在Olympedia的个人资料和比赛数据